# Wahlenbergia depressa
Wahlenbergia depressa är en klockväxtart som beskrevs av John Medley Wood och Maurice Smethurst Evans. Wahlenbergia depressa ingår i släktet Wahlenbergia och familjen klockväxter. Inga underarter finns listade i Catalogue of Life.